# Боскамп-Лясопольский, Кароль
Кароль Боскамп-Лясопольский (пол. Karol Boscamp-Lasopolski) (? — 28 июня 1794) — камергер, дипломат и авантюрист на службе польского короля Станислава Августа Понятовского.
Во времена Семилетней войны был курьером прусского посланника в Константинополе. В 1761 году он был полномочным министром при дворе Кирим Гирея, провоцировал нападение Крыма на Россию или Австрию.
С 1764 года на службе у польского короля Станислава Августа Понятовского. С помощью закулисных интриг добился разрешения на въезд польского посланника Томаса Валериана Александровича в Турцию.
В 1774 году вместе с Франциском Ксаверием Браницким предпринял поездку в Санкт-Петербург.
Во время Русско-польской войны в 1792 году он сбежал из Варшавы от гнева народа. Был агентом Якова Булхакова и Якова Сиверса. Оказал большое влияние на результаты выборов Гродненского сейма в 1793 году. Во время Гродненского сейма написал антипольский памфлет. Во время Варшавского восстания скрывался в миссии Саксонии. Был заключен в тюрьму по подозрению в государственной измене. После освобождения в Варшаве был линчеван толпой 28 июня 1794 года.